# オスバルド・エスクデロ

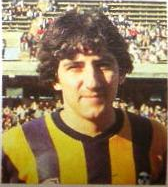
オスバルド・エスクデロ

オスバルド・サルバドル・エスクデロ（スペイン語: Osvaldo Salvador Escudero, 1960年10月15日 - ）は、アルゼンチン・コリエンテス州パソ・デ・ロス・リブレス出身の元サッカー選手、サッカー指導者。そのプレーぶりからアルディレス2世とも呼ばれた。愛称はピチ (Pichi) 。

## 経歴
日本で開催された1979 FIFAワールドユース選手権の優勝メンバーで、アルゼンチンU-20代表の右ウイングとしてディエゴ・マラドーナやラモン・ディアスらを擁する攻撃陣の一翼を担った。
1991年に日本サッカーリーグ1部の三菱自動車工業サッカー部（現・浦和レッドダイヤモンズ）にパトリシオ・マック・アリスター（登録名カルロス・マカリスター）と共に加入し、同クラブ史上初の外国人選手となった。日本リーグ通算15試合2得点を記録。
1992年のJリーグカップや天皇杯においても突破力のある鋭いドリブルを武器に、福田正博や柱谷幸一らの得点をアシストする活躍を見せ浦和の躍進を支えたが、1993年のJリーグの開幕前に契約満了により退団した。

## 家族
息子のダミアンはアルゼンチンA代表経験がある。弟のセルヒオもかつて浦和でプレーし、引退後は埼玉栄高等学校サッカー部総監督などを務めた。またセルヒオの息子で甥のエスクデロ競飛王は日本育ちで、父と共に日本国籍を取得しており、U-23日本代表にも選出された。

## 個人成績
| 国内大会個人成績 | 国内大会個人成績 | 国内大会個人成績 | 国内大会個人成績 | 国内大会個人成績 | 国内大会個人成績 | 国内大会個人成績 | 国内大会個人成績 | 国内大会個人成績 | 国内大会個人成績 | 国内大会個人成績 | 国内大会個人成績 |
| 年度             | クラブ           | 背番号           | リーグ           | リーグ戦         | リーグ戦         | リーグ杯         | リーグ杯         | オープン杯       | オープン杯       | 期間通算         | 期間通算         |
| 年度             | クラブ           | 背番号           | リーグ           | 出場             | 得点             | 出場             | 得点             | 出場             | 得点             | 出場             | 得点             |
| 日本             | 日本             | 日本             | 日本             | リーグ戦         | リーグ戦         | リーグ杯         | リーグ杯         | 天皇杯           | 天皇杯           | 期間通算         | 期間通算         |
| ---------------- | ---------------- | ---------------- | ---------------- | ---------------- | ---------------- | ---------------- | ---------------- | ---------------- | ---------------- | ---------------- | ---------------- |
| 1991-92          | 三菱             | 14               | JSL1部           | 18               | 4                | 1                | 0                |                  |                  |                  |                  |
| 1992             | 浦和             | -                | J                | -                | -                | 7                | 0                | 4                | 0                | 11               | 0                |
| 通算             | 日本             | 日本             | J                | -                | -                | 7                | 0                | 4                | 0                | 11               | 0                |
| 通算             | 日本             | 日本             | JSL1部           | 18               | 4                | 1                | 0                |                  |                  |                  |                  |
| 総通算           | 総通算           | 総通算           | 総通算           | 18               | 4                | 8                | 0                |                  |                  |                  |                  |

その他の公式戦
- 1991年
  - コニカカップ 5試合0得点

## 代表歴
- 1979年 U-20アルゼンチン代表　
  - 1979年 - FIFAワールドユース選手権日本大会 (優勝)

## タイトル

### 選手時代
- U-20アルゼンチン代表
  - FIFAワールドユース選手権：1回（1979）

### 指導者時代
- サンタテクラFC
  - プリメーラ・ディビシオン・デ・エル・サルバドル：1回（2015）